# مقاطعة تيلاموك (أوريغون)
مقاطعة تيلاموك (بالإنجليزية: Tillamook County)‏ هي إحدى مقاطعات ولاية أوريغون في الولايات المتحدة الأمريكية.